# Diócesis de Ausuccura
La Sede titular de Ausuccura es una diócesis antigua, que ya no existe actualmente pero que tiene un obispo titular el cual es Monseñor Lizardo Estrada Herrera.

## Creación
La sede titular fue creada el 21 de abril de 1964 con el nombramiento de su primer obispo titular Monseñor George Theodore Boileau, SJ.

## Obispos titulares
| N.º | Nombres y Apellidos                        | Periodo como Obispo titular                                                       | Destino                                                  |
| --- | ------------------------------------------ | --------------------------------------------------------------------------------- | -------------------------------------------------------- |
| 1   | Excmo. Mons. George Theodore Boileau, SJ.  | Desde el 21 de abril de 1964. Hasta el 25 de febrero de 1965.                     | Fallecido                                                |
| 2   | Excmo. Mons. Louis Van Steene, M. Afr.     | Desde el 24 de mayo de 1965. Hasta el 20 de septiembre de 1976.                   | Retirado                                                 |
| 3   | Excmo. Mons. Michael Kpakala Francis       | Desde el 28 de octubre de 1976. Hasta el 19 de diciembre de 1981.                 | Nombrado Arzobispo de Monrovia                           |
| 4   | Excmo. Mons. Jaime Mota de Farias          | Desde el 14 de julio de 1982 Hasta el 7 de noviembre de 1986.                     | Nombrado Obispo de Alagoinhas, Bahia.                    |
| 5   | Excmo. Mons. José Carlosde Lima Vaz, SJ.   | Desde el 12 de diciembre de 1986 Hasta el 15 de noviembre de 1995.                | Nombrado, Obispo de Petrópolis Río de Janeiro.           |
| 6   | Excmo. Mons. Jiří Païour, OFM Cap.         | Desde el 3 de diciembre de 1996 Hasta el 23 de febrero de 2001.                   | Nombrado, Obispo Coadjutor de České Budĕjovice {Budweis} |
| 7   | Excmo. Mons. José Carlos dos Santos, FDP   | Desde el 20 de junio de 2001. Hasta el 25 Mar 2002.                               | Fallecido                                                |
| 8   | Excmo. Mons. Jacinto Bergmann              | Desde el 8 de mayo de 2002. Hasta el 15 de junio de 2004.                         | Nombrado Obispo de Tubarão Santa Catarina.               |
| 9   | Excmo. Mons. Juan Vicente Córdoba Villota  | Desde el 30 Jun 2004 Nombrado. Hasta el 25 Nov 2011 Designado, Obispo de Fontibón | Nombrado Obispo de Fontibón                              |
| 10  | Excmo. Mons. Tulio Luis Ramírez Padilla    | Desde el 4 Apr 2012 Nombrado Hasta el 11 de diciembre de 2020                     | Nombrado Obispo de la Guarenas                           |
| 11  | Excmo. Mons. Lizardo Estrada Herrera, OSA. | Desde el 22 de febrero de 2021                                                    |                                                          |